# Pièce de 10 cents de dollar canadien
Au Canada, une pièce de dix cents est une pièce de monnaie qui représente un dixième d'un dollar. En anglais, la pièce de dix cents s'appelle un dime.

## Histoire de sa composition
| Année        | Masse         | Diamètre/Forme     | Composition                                                        |
| ------------ | ------------- | ------------------ | ------------------------------------------------------------------ |
| 2000–present | 1.75 g        | 18.03 mm           | 92,0 % acier , 5,5 % cuivre, 2,5 % nickel plaqué                   |
| 1979–1999    | 2.075 g       | 18.03 mm           | 99,9 % nickel                                                      |
| 1969–1978    | 2.07 g        | 18.03 mm           | 99,9 % nickel                                                      |
| 1968         | 2.07 g 2.33 g | 18.03 mm 18.034 mm | 99,9 % nickel (172.5M) 50 % argent, 50 % cuivre (70,4 M)           |
| 1967         | 2.33 g        | 18.034 mm          | 50 % argent, 50 % cuivre (30,6 M) 80 % argent, 20 % cuivre (32.3M) |
| 1920–1966    | 2.33 g        | 18.034 mm          | 80 % argent, 20 % cuivre                                           |
| 1910–1919    | 2.33 g        | 18.034 mm          | 92,5 % argent, 7,5 % cuivre                                        |
| 1858–1910    | 2.32 g        | 18.034 mm          | 92,5 % argent, 7,5 % cuivre                                        |